# 슈퍼 하쿠토
슈퍼 하쿠토(일본어: スーパーはくと 스파하쿠토[*])는 서일본여객철도(JR 서일본)가 도카이도 본선 (JR 교토 선, JR 고베 선), 산요 본선(JR 고베 선), 지즈 급행 지즈 선, 인비 선, 산인 본선의 교토역 ~ 구라요시역, 돗토리역 간에 운행하는 특급 열차의 명칭이다.